# Шлифовальная шкурка

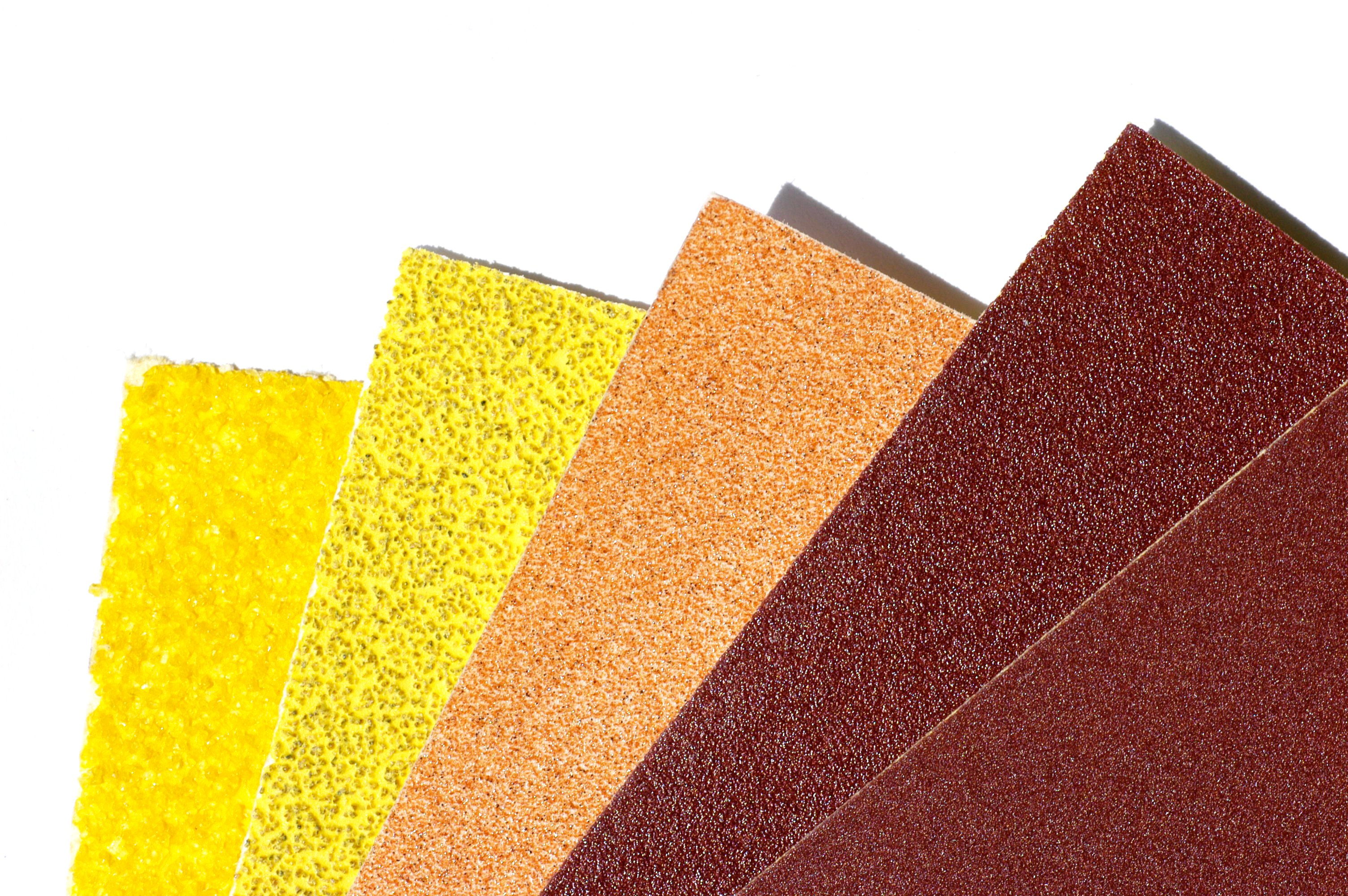
Листы наждачной бумаги с различной зернистостью (слева-направо): (40 (крупная), 80, 150, 240, 600 (мелкая)).

Наждачная бумага (шлифшкурка, наждачка, шлифовальная шкурка, шлифовальная/абразивная бумага) — гибкий абразивный материал, состоящий из тканевой или бумажной основы с нанесённым на неё слоем абразивного зерна (порошка).
Предназначена для ручной и машинной обработки поверхностей различных материалов (металла, дерева, стекла, пластика) посредством удаления старой краски, с целью подготовки поверхности для грунтовки и окраски, шлифованием окрашенных поверхностей и прочих подобных работ. Относится к вспомогательным материалам.

## История
Впервые наждачная бумага была зафиксирована в Китае XIII века, когда измельченные ракушки, семена и песок были приклеены к пергаменту с помощью камеди.
Акулья кожа также использовалась в качестве абразива, а грубая чешуя целаканта до сих пор используется в тех же целях коренными жителями Коморских островов. Вываренное и высушенное растение хвощ полевой используется в Японии как традиционный полировальный материал, более точный, чем наждачная бумага.
Наждачная бумага была произведена в Лондоне в 1833 году Джоном Оуки, чья компания разработала новые методы и процессы склеивания, что позволило наладить массовое производство. Стеклянная фракция имеет частицы с острыми краями, тогда как зерна песка сглажены и плохо работают в качестве абразива. Дешёвую наждачную бумагу часто выдавали за стеклянную.

В 1921 году компания 3M изобрела наждачную бумагу с зёрнами карбида кремния и водостойким клеем и основой, известной как Wet and dry. Это позволяло использовать её с водой, которая служила смазкой для удаления частиц, которые в противном случае засорили бы зерно. Её первое применение было связано с очисткой автомобильных красок.

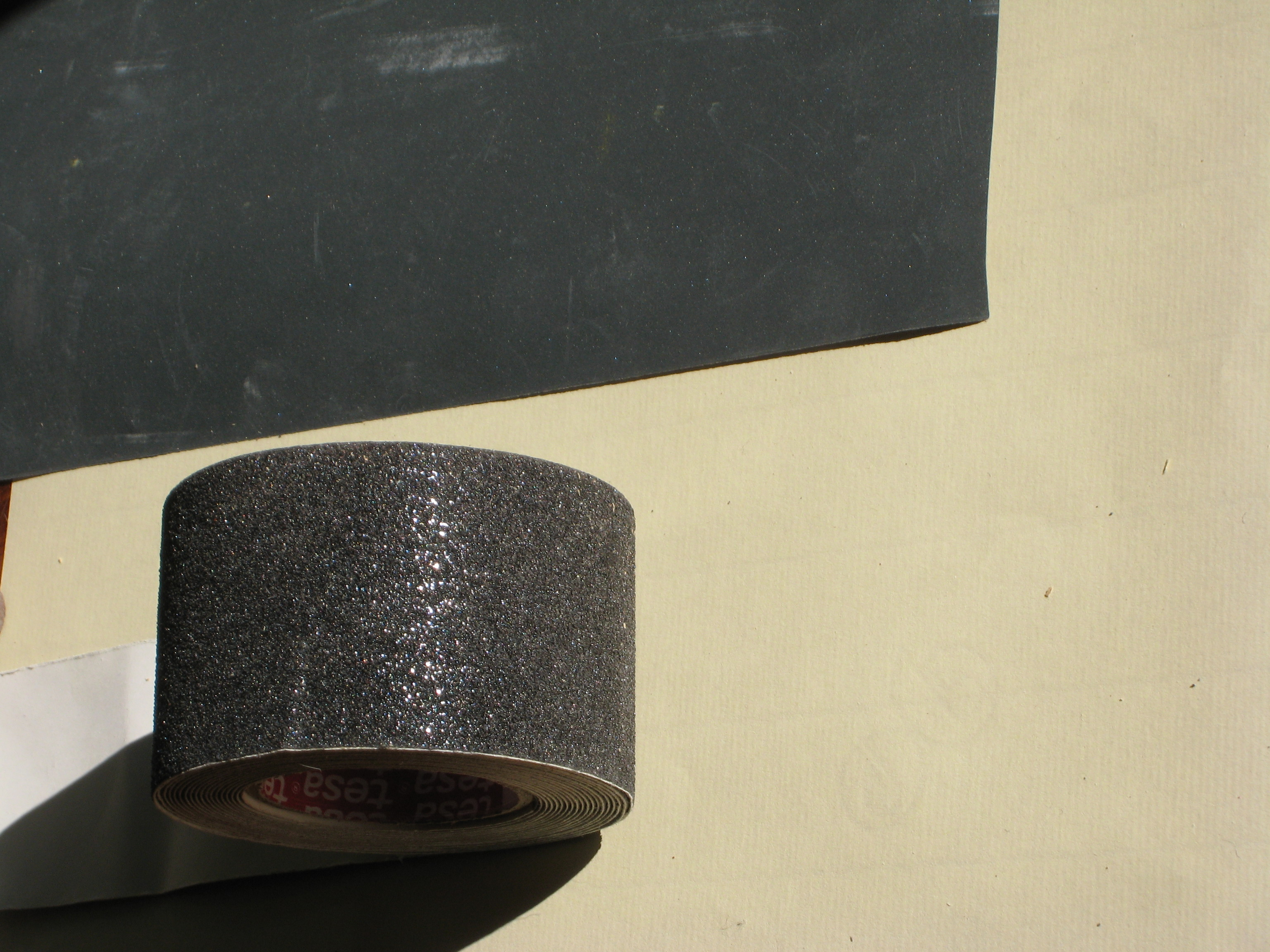
Наждачная бумага — лист на бумажной основе мелкозернистый и рулон на тканевой основе крупнозернистый

## Классификация шлифовальной шкурки по зернистости
Зернистость — важнейшая характеристика шлифовальной шкурки. В зависимости от назначения (грубая предварительная обработка, шлифовка, полировка) размер зерна может быть от 1 мм и более (наиболее грубые работы) до 3-5 мкм (самая тонкая полировка).
В мире наиболее распространен стандарт FEPA, он же ISO 6344, тот же стандарт в 2005 принят и в России (ГОСТ Р 52381—2005). По этому стандарту зернистость шлифовальных порошков обозначается буквой P и числом от 12 до 2500 (например, P40, P180), причем чем выше число тем меньше размер зерна (число обозначает число проволок сита на дюйм).
На территории бывшего СССР также применяются обозначения по действующему ГОСТ 3647—80 Материалы шлифовальные. Классификация. Зернистость и зерновой состав, по которому цифра обозначает минимальный размер зерна в десятках микрон, после чего добавляется «-Н» (например 10-Н, 5-Н). Для самой мелкой шлифовальной шкурки цифра обозначает размер зерна в микронах, перед ней ставится буква М (сокращение от микро) (например М40, такую наждачку часто называют[кто?] «нулёвка»).
В некоторых странах встречается и другая маркировка, например по стандарту ANSI — в США и Канаде, по стандарту JIS — в Японии, по стандарту GB2478 — в Китае.
| Назначение                                                               | Маркировка по ГОСТ 3647—80 | Маркировка по ISO 6344 | Размер зерна, мкм |                 |
| Крупнозернистые                                                          | Крупнозернистые            | Крупнозернистые        | Крупнозернистые   | Крупнозернистые |
| ------------------------------------------------------------------------ | -------------------------- | ---------------------- | ----------------- | --------------- |
| Очень грубые работы                                                      | 80-Н                       | P22                    | 800-1000          |                 |
| Очень грубые работы                                                      | 63-Н                       | P24                    | 630-800           |                 |
| Очень грубые работы                                                      | 50-Н                       | P36                    | 500-630           |                 |
| Грубые работы                                                            |                            |                        |                   |                 |
| 40-Н                                                                     | P40                        | 400-500                |                   |                 |
| 32-Н                                                                     | P46                        | 315-400                |                   |                 |
| 25-Н                                                                     | P60                        | 250-315                |                   |                 |
| Первичная шлифовка                                                       | 20-Н                       | P80                    | 200-250           |                 |
| Первичная шлифовка                                                       | 16-Н                       | P90                    | 160-200           |                 |
| Первичная шлифовка                                                       | 12-Н                       | P100                   | 125-160           |                 |
| Первичная шлифовка                                                       | 10-Н                       | P120                   | 100-125           |                 |
| Окончательная шлифовка мягких пород дерева, старой краски под покраску   | 8-Н                        | P150                   | 80-100            |                 |
| Окончательная шлифовка мягких пород дерева, старой краски под покраску   | 6-Н                        | P180 (Р 220)           | 63-80             |                 |
| Мелкозернистые                                                           |                            |                        |                   |                 |
| Окончательная шлифовка твердых пород дерева, шлифовка между покрытиями   | 5-Н,М63                    | P240                   | 50-63             |                 |
| Окончательная шлифовка твердых пород дерева, шлифовка между покрытиями   | 4-Н,М50                    | P280                   | 40-50             |                 |
| Полировка финальных покрытий, шлифовка между покрасками, мокрая шлифовка | М40\Н-3                    | P400                   | 28-40             |                 |
| Полировка финальных покрытий, шлифовка между покрасками, мокрая шлифовка | М28\Н-2                    | P600                   | 20-28             |                 |
| Шлифовка металла, пластиков, керамики, мокрая шлифовка                   | М20\Н-1                    | P1000                  | 14-20             |                 |
| Еще более тонкая шлифовка, полировка                                     | М14                        | P1200                  | 10-14             |                 |
| Еще более тонкая шлифовка, полировка                                     | М10/Н-0                    | P1500                  | 7-10              |                 |
| Еще более тонкая шлифовка, полировка                                     | М7\Н-01                    | P2000                  | 5-7               |                 |
| Еще более тонкая шлифовка, полировка                                     | М5\Н-00                    | P2500                  | 3-5               |                 |

#### Маркировка шлифшкурки
Например, шлифшкурки на бумажной основе
| Л 1 Э 620×50 П2 15А 25-Н М А ГОСТ 6456—82 622 |
| --------------------------------------------- |

где:
- Л — листовая
  - для рулонной букву не ставят
- 1 — тип бумаги. Варианты:
  - 1 — для шлифования материалов низкой твёрдости
  - 2 — для шлифования металлов
- Э — абразив нанесён электростатическим способом
- 620×50 — размер, ширина, мм х длина, мм. Варианты:
  - размер, ширина, мм х длина, мм для листов
  - размер, ширина, мм х длина, м для рулонов
- П2 — основание — бумага 0-200. Варианты:
  - Л1, Л2, М — влагопрочная бумага
  - П1,… П11 — невлагопрочная бумага
  - С1, С1Г, С2Г, У1, У2, У1Г, У2Г — ткань саржа
  - П — ткань полудвунитка
- 15А — марка нормального электрокорунда. Варианты:
  - 15А — нормальный электрокорунд
  - 24А, 25А — белый электрокорунд
  - 43А, 45А — монокорунд
  - 53С, 54С, 55С — карбид кремния чёрный
  - 62С, 63С — карбид кремния зелёный
  - 71Ст — стекло
  - 81Кр — кремень
- 25 — размер основной фракции абразива, мкм. Вариант:
  - М63 … М3 — микрошлифпорошки, размер в мкм
- Н — содержание основной фракции абразива. Варианты:
  - В — ≥ 60 %
  - П — ≥ 55 %
  - Н — ≥ 45 %
  - Д — ≥ 41 %
- М — абразив приклеен мездровым клеем. Варианты:
  - М — мездровый клей
  - С — синтетический клей
  - К — комбинированная связка (М + С)
  - СФК — фенолформальдегидная смола
  - ЯН-15 — янтарный лак
- А — показатель износостойкости по классу (наличие дефектов). Варианты:
  - А — ≤ 0,5 %
  - Б — ≤ 2 %
  - В — ≤ 3 %
- ГОСТ 6456—82 — стандарт. Варианты:
  - ГОСТ 13344—79 — водостойкая тканевая
  - ГОСТ 6456—82 — неводостойкая
- 622 — заводской номер партии (иногда отсутствует)